# 黑柴胡
黑柴胡（学名：Bupleurum smithii）是伞形科柴胡属的植物，是中国的特有植物。分布在中国大陆的河北、甘肃、河南、山西、内蒙古、青海、陕西等地，生长于海拔1,400米至3,400米的地区，多生于山谷、山坡草地以及山顶阴处，目前已由人工引种栽培。

## 变种
- 耳叶黑柴胡（学名：Bupleurum smithii var. auriculatum）是伞形科柴胡属的变种。分布在中国大陆的山西等地，生长于海拔1,500米至2,400米的地区，多生在山坡草地和河滩旁阳光照射的地方。
- 小叶黑柴胡（学名：Bupleurum smithii var. parvifolium）为伞形科柴胡属的变种。分布于中国大陆的甘肃、内蒙古、宁夏、青海等地，生长于海拔2,700米至3,700米的地区，常生长在山坡草地或林下。